# کریستین فروم
کریستین فروم (به انگلیسی: Christian Fromm) (متولد ۱۵ اوت ۱۹۹۰ در برلین) بازیکن والیبال اهل آلمان، عضو تیم ملی والیبال آلمان و باشگاه سر سیفتی اومبریا پروجا است.
فروم در سال ۲۰۱۴ با آلمان به مدال برنز قهرمانی جهان رسید.